# 武都棘豆
武都棘豆（学名：Oxytropis hirta var. wutuiensis）为豆科棘豆属下的一个变种。